# سوبر سماش برذرز
سوبر سماش براذرز المعروفة في اليابان باسم دايرانتو سماش براذرز (باليابانية: 大乱闘スマッシュブラザーズ، دايرانتو سوماشو بورازازو)، هي عبارة عن سلسلة من ألعاب القتال المختلطة من إنتاج نينتندو، التي تضم في المقام الأول شخصيات من الألعاب التي أنشئت في أنظمتها. وتم إخراج كل الألعاب الخمسة ماساهيرو ساكوراي.
هدف هذه اللعبة يختلف عن ألعاب القتال التقليدية حيث تهدف للإطاحة بالخصم خارج الحلبة بدلا من استنفاد قضيب الحياة. أصدرت لعبة سوبر سماش بروس الأصلية عام 1999 على نينتندو 64، بميزانية صغيرة وللسوق اليابانية فقط، إلا أن نجاحها المحلي جعل شركة نينتندو تصدرها في جميع أنحاء العالم. حققت السلسلة أكبر نجاح لها بإصدار لعبة سوبر سماش بروس ميلي على نينتندو جيم كيوب عام 2001 وأصبحت اللعبة الأكثر مبيعا على هذا النظام. اللعبة الثالثة هي سوبر سماش برذرز براول، وصدرت على وي في عام 2008. رغم أن مختبر HAL كان قد طور أول لعبتين، فقد تم تطوير اللعبة الثالثة من خلال تعاون بين العديد من الشركات. اللعبتان الرابعة والخامسة،  أصدرت عام 2014 على نينتندو 3DS و وي يو على التوالي. وكانت نسخة 3DS أولى ألعاب السلسلة التي أصدرت على جهاز محمول.
تضم السلسلة العديد من الشخصيات من ألعاب نينتندو الشهيرة، مثل ماريو، فوكس، لينك، كيربي، ساموس آران، بيكاتشو وغيرهم. ضمت اللعبة الأصلي 12 شخصية ملعوبة، وارتفع العدد إلى 26 في لعبة ميلي، و39 في لعبة برول، و 51 في نسخة 3DS ووى يو. بعض الشخصيات قادرة على التحول إلى أشكال مختلفة تمكنها من اللعب بطريقة مختلفة. تحتوي الألعاب أيضا شخصيات غير ملعوبة من ألعاب نينتندو، مثل ريدلي وبيتي بيرانا. أضيفت شخصيات سوليد سنيك والقنفذ سونيك في لعبة برول. وأضيفت شخصيات ميجا مان وباك مان في نسخة 3DS و Wii U، في حين تم إزالة سوليد سنيك.
لقيت جميع ألعاب السلسلة استحسانا كبيرا من النقاد، وكان النصيب الأكبر من الثناء قد منح إلى وضع اللعب الجماعي. نجحت اللعبة بين مجتمع الألعاب التنافسي، وقد ظهرت في عدة بطولات ألعاب رفيعة المستوى. يفضل معظم المتنافسين لعبة برول من بين ألعاب السلسلة بسبب متطلباتها الفنية.